# Profecía de Malaquías
La Profecía de los papas, también conocida comúnmente como Profecía de Malaquías o de San Malaquías, es una de las dos contenidas en las Profecías de San Malaquías, textos esotéricos y escatológicos publicados en latín en 1595 y atribuidos al obispo católico irlandés Malaquías de Armagh (1094-1148). Se dio a conocer siglos después de la muerte del santo.

## Contexto

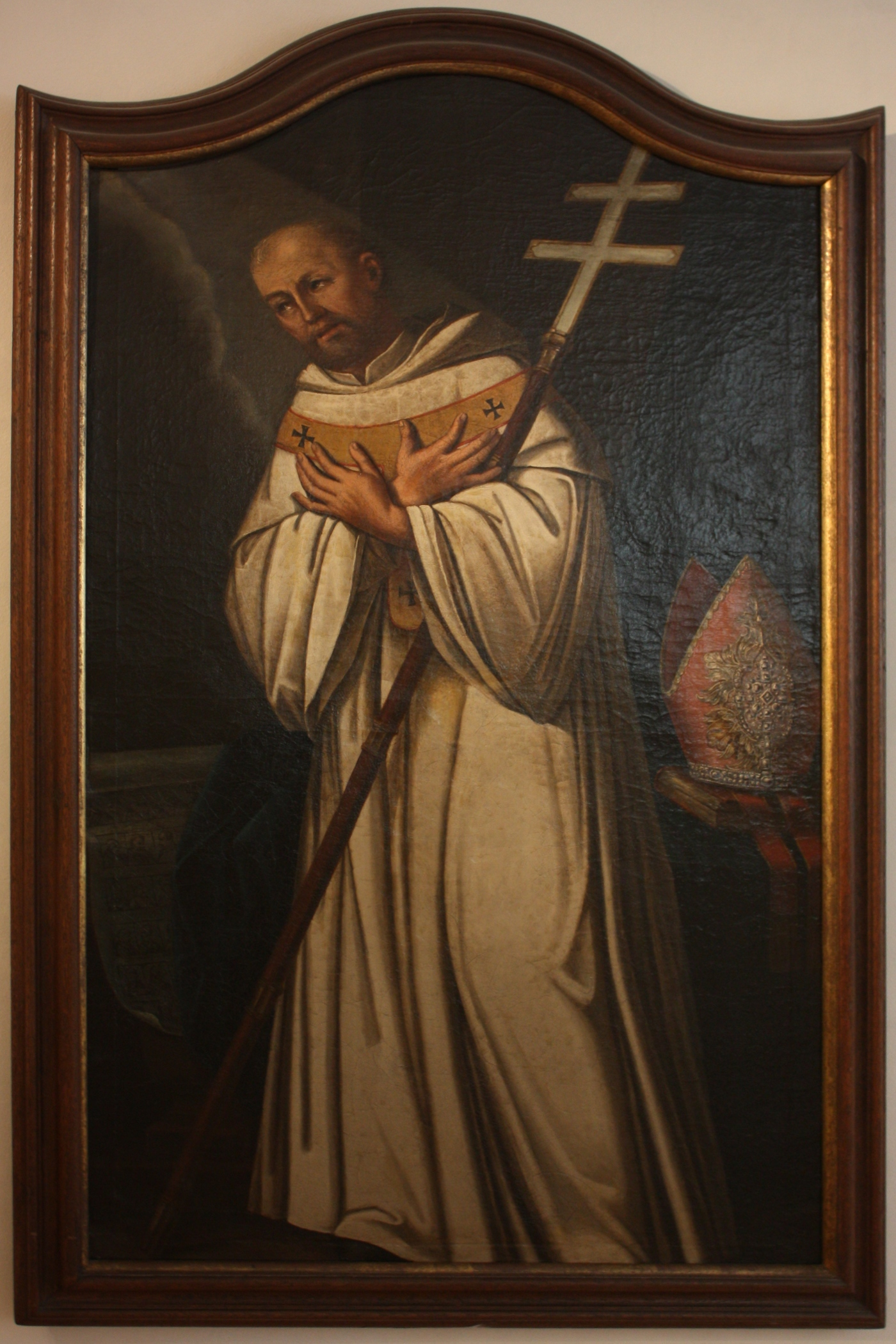
San Malaquías, abadía de Ebberbach.

La «Profecía de los papas» de San Malaquías apareció en el Lignum vitæ (en 1595), publicado en Venecia por el monje benedictino francés Arnold de Wyon (quien era erudito en la historia de su orden). Wyon dedicó este libro al rey de España Felipe II. El origen de la profecía se atribuye a mediados del siglo XII, en la época de las aprobaciones pontificias a los templarios.
El Lignum vitæ es una biografía colectiva de los benedictinos que llegaron a convertirse en obispos. Tras unos párrafos sobre la figura de san Malaquías de Armagh, termina diciendo el autor: «Malaquías escribió varios opúsculos».
Sigue una serie de 111 pequeños lemas o frases en latín sin numerar haciendo alusión alegórica a los siguientes 111 papas que han gobernado la santa Iglesia católica, desde Celestino II (1143-1144) hasta Benedicto XVI (Gloria Olivæ) cuyo símbolo es justamente una rama de Olivo. Tras esto, San Malaquías nombra a Pedro el Romano como último papa gobernante.

## Autenticidad
Se pueden encontrar en los lemas, con frecuencia, referencias al lugar de origen de los papas, a sus escudos familiares, y en ocasiones a circunstancias históricas, lo que permite en base al orden de los lemas asignarles una cierta cronología, que se correspondería al periodo de un papado concreto. En todos los casos el significado de los lemas está escondido u oculto, por lo que es posible varias interpretaciones.
Es difícil saber si cada lema corresponde a un papa (y, sobre todo, a cuál papa), en particular en periodos de papados muy breves (a veces sin que llegaran a ser consagrados como tales) o en periodos donde existía una disputa entre dos o más postulantes por ser el auténtico papa (a los no reconocidos en los listados oficiales de la Iglesia católica se los denomina antipapas).
El único nombre que se menciona en la lista de san Malaquías es el del supuesto último papa: Petrus Romanus. Esto podría significar que después de un listado de lemas en latín (con términos que en muchos casos hacen referencia directa a la Biblia Vulgata), el párrafo final con el nombre de Petrus Romanus es una referencia genérica a los papas de la Iglesia (cargo que va unido al obispo de Roma), y la que explica y da el sentido general atribuido comúnmente a esta profecía (el de ser un listado de los sumos pontífices).
El calificativo de Romanus es utilizado, de acuerdo con la traducción en latín del Nuevo Testamento, expresamente por San Pablo para defender su condición frente al centurión (Hechos 22, 23-29). La divulgación de esta profecía mediante la imprenta coincide con la revisión que se hizo de la Biblia Vulgata hacia 1590.
Al no haberse hallado aún el manuscrito original (ca. 1140), su divulgación en una publicación avalada por la Iglesia y dirigida a los católicos (Venecia, 1595), que recoge muchos documentos antiguos ya conocidos pero nunca publicados, permite suponer que el monje Arnaldo Wion (con el aval de la autoridad eclesiástica y por su condición de religioso) obró de buena fe, y no tuvo otra finalidad sino la de divulgar un documento que tuvo ante él y que por tradición ya era conocido, como él mismo atestigua.
El papa Pio XII (como ya lo habían hecho otros papas anteriores) utilizó expresamente el lema que se le atribuía de acuerdo a la cronología tradicional de esta profecía.

## Controversias

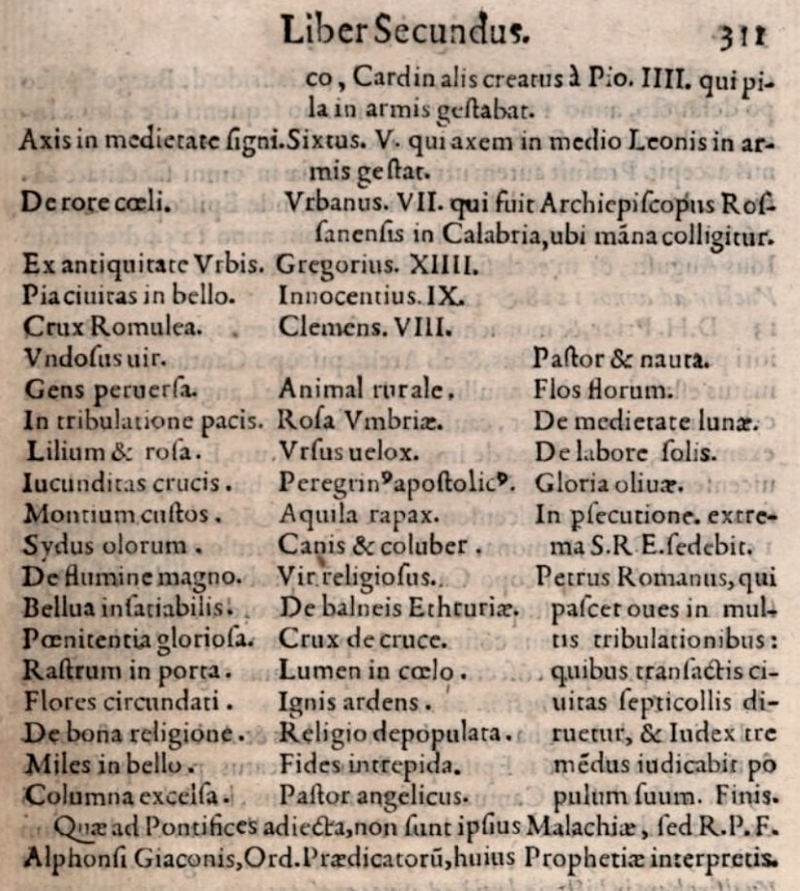
Parte final de las profecías en Lignum vitæ (1595), p. 311.

Después de la palabra «Finis», en el texto se aclara que la asignación de cada lema al nombre de un papa no fue hecha por el propio Malaquías, sino por R.P.F. Alphonsi Giaconis («Quæ ad Pontifices adiecta, non sunt ipsius Malachiæ, sed R.P.F. Alphonsi Giaconis, Ord. Prædicatoru, huius Prophetiæ interpretis», se dice textualmente).
Algunos ven en la interpretación de R.P.F. Alphonsi Giaconis de las divisas correspondientes a los papas anteriores a 1595 —desde Celestino II (1143-1144) hasta Clemente VIII (1592-1605)—, una mayor similitud que en las siguientes. Resulta evidente que la publicada en 1595 es una de las interpretaciones posibles en dicho contexto histórico, pero el lector puede juzgar por sí mismo.
Por ejemplo, el lema «Leo Florentius» («El león de Florencia»), parece ajustarse más que a ningún otro al papa León X, hijo de Lorenzo de Médici, príncipe de Florencia y primer papa nacido en esa ciudad. De la misma manera, el lema «Hyacinthus medicorum» menciona expresamente el apellido del segundo papa de la familia Médici ('médico' en latín), que fue Clemente VII. Por ejemplo, el lema «Ex antiquitate Urbis» también puede admitir una interpretación más directa, al señalar el nombre del papa Urbano VII.
Admitir esta secuencia hubiera implicado atribuir un lema poco favorable —si se quiere—, al papa de origen florentino que autorizó la publicación de la profecía (Clemente VIII). En lugar de «Crux Romulea» —que suena fuerte y decidido—, le hubiera correspondido el lema «Undosus vir» («Varón oscilante»), que parece expresar lo contrario. Esto demuestra que toda la publicación oficial de los lemas descartó los significados más obvios, para forzar una interpretación admisible y permitida en la época.
De acuerdo con el Anuario pontificio, entre León X y Benedicto XVI —ambos incluidos— hay cuarenta y nueve papas. De acuerdo con el Lignum vitæ, hay cuarenta y nueve lemas entre Leo Florentius y Petrus Romanus —ambos incluidos—.
El Lignum vitæ se publicó en 1595, constituyendo un éxito en toda la Europa cristiana y nunca tuvo ninguna sanción por parte del Santo Oficio (actual Sagrada Congregación para de la Doctrina de la Fe).

## Conclusión
Tras estos 111 lemas proféticos atribuidos a cada pontífice romano, terminando con «De Gloria olivæ» (que correspondería con el papa Benedicto XVI), aparece una sentencia en latín:

In persecutione. extrema S.R.E. sedebit.

Petrus Romanus, qui pascet oves in multis tribulationibus: quibus transactis civitas septicollis diruetur, et Iudex tremendus iudicabit populum suum. Finis.
En persecución extrema, en la Santa Iglesia Romana se sentará. Pedro el Romano, quien apacentará a su rebaño entre muchas tribulaciones, tras lo cual, la ciudad de las siete colinas será destruida y el Juez Terrible juzgará a su pueblo. Fin.

Hay que tomar en cuenta que varios historiadores señalan que la profecía deja abierta la posibilidad de que haya un papa adicional entre De Gloria olivæ y el papa final, "Pedro el Romano", ya que en la lista original, la línea In psecutione. extrema S.R.E. sedebit. está escrita en un párrafo independiente al igual que los demás lemas y finaliza con un punto, aunque a menudo se lee como parte de la entrada "Pedro el Romano".
Más allá de estos aspectos particulares, son pocos los estudios recientes (por ejemplo: Jean-Charles de Fontbrune, "La profecía de los Papas", Ediciones Martínez Roca, 1985). Sin embargo hay un consenso de que la parte final del texto habla de algún acontecimiento catastrófico, para algunos de índole religiosa y para otros más general. Este acontecimiento se sitúa cronológicamente con  posterioridad a la muerte del último obispo de Roma.
En ese contexto surgen las dudas de lo que puede significar la destrucción de "la ciudad de las siete colinas", distintivo que no solo aplica a Roma, sino a Jerusalén y a muchas otras ciudades. Algunos dan un sentido religioso, como Juicio Final, el que encabezaría el "Juez terrible". Pero es ambigua la referencia a "su pueblo": si ese particular "juez" viene a juzgar a católicos, a judíos o a la humanidad en general. La "destrucción o caída de Roma", por otra parte, ha sido una referencia tradicional en muchos escritores cristianos, como paso previo al periodo del Anticristo, el gran oponente (como persona y/o cuerpo de doctrina) contrario a la religión cristiana.

## Opiniones

### Voces discrepantes
El erudito español Benito Jerónimo Feijoo anota en su Teatro Crítico Universal que la profecía es apócrifa, que le fue entregada a Alfonso Chacón y que solo tiene precisión hasta Urbano VII.
El historiador español José Luis Calvo confirma que hasta el papa Urbano VII (1521-1590) los lemas concuerdan muy bien con los respectivos pontífices y a partir de esa fecha hay que hacer esfuerzos para que coincidan.[cita requerida]
El jesuita Claude-François Menestrier ha acusado al erudito dominico español Alphonsus Ciacconius de valerse de la credulidad y prestigio de Arnold de Wyon para contribuir a la elección de Simoncelli para propiciar la candidatura a papa del cardenal de Orvieto en 1590 para suceder a Urbano VII.[cita requerida]

### Voz de la Iglesia católica

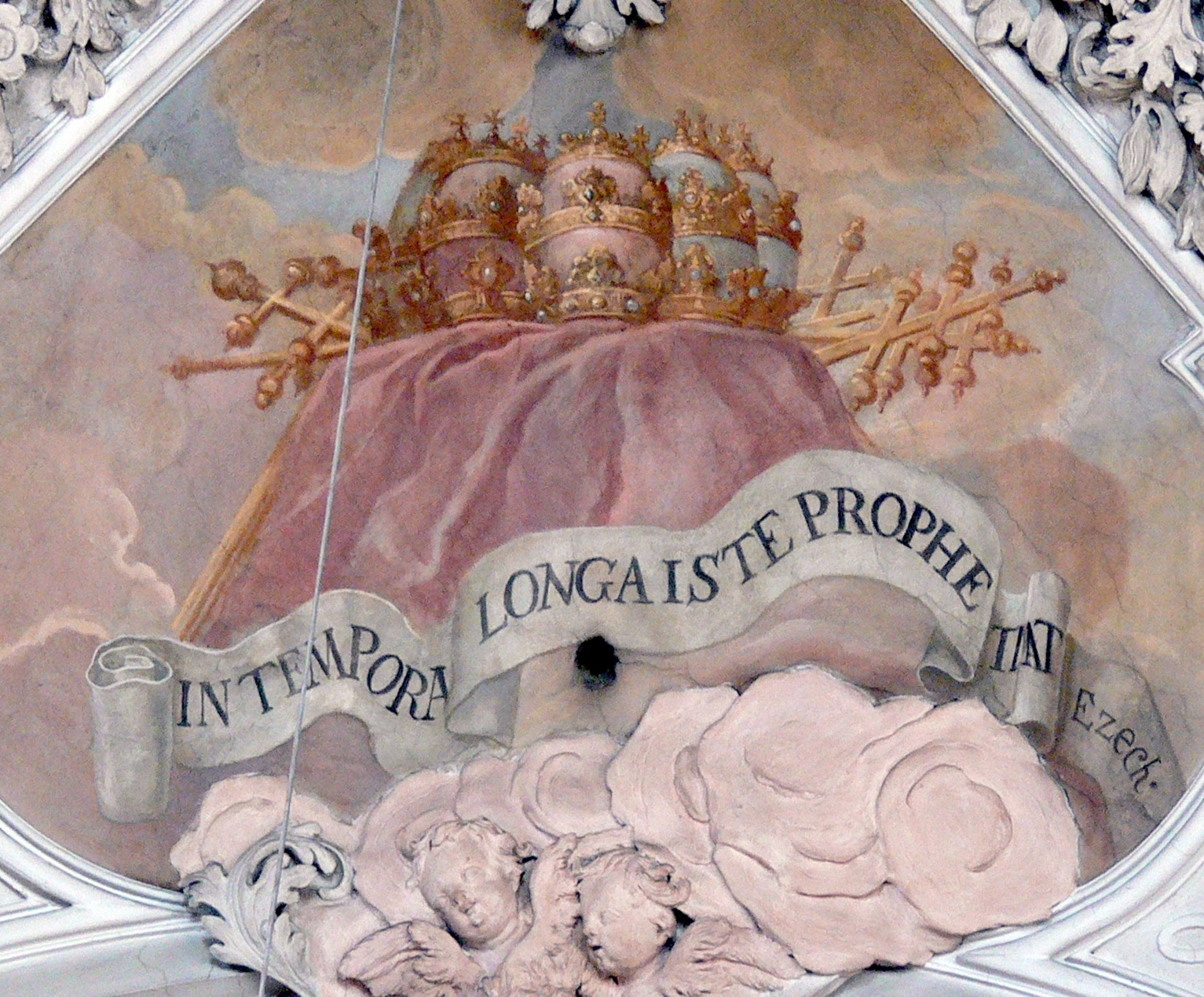
Fresco en la iglesia del monasterio de Metten, Alemania, que representa la profecía de Malaquías, con el lema "Este profeta profetizó hace mucho tiempo".

La iglesia católica ha rechazado la profecía de Malaquías argumentando que es una falsificación. Sin embargo, nunca prohibió su difusión o estudio.De hecho, el Decreto de la Congregación para la Propagación de la Fe (A.A.S. n.58/16 del 29 de diciembre de 1966) que abroga los cánones 1399 y 2318, y que fue aprobado Pablo VI, estipula que no se prohíbe divulgar sin licencia expresa de la Autoridad Eclesiástica (Imprimatur) escritos tocantes a nuevas apariciones, revelaciones privadas, visiones, revelaciones, profecías y milagros, con tal que se observe la moral cristiana general.
Aunque desestimada por la iglesia, son varios los papas que se han referido a sus lemas correspondientes (Alejandro VIII, Clemente XI, Pío VI, León XIII, Pío XII), lo que habla del valor que muchos católicos, tanto laicos como miembros del clero, le han otorgado durante siglos.